# Wisconsin Ultraviolet Photo-Polarimeter Experiment

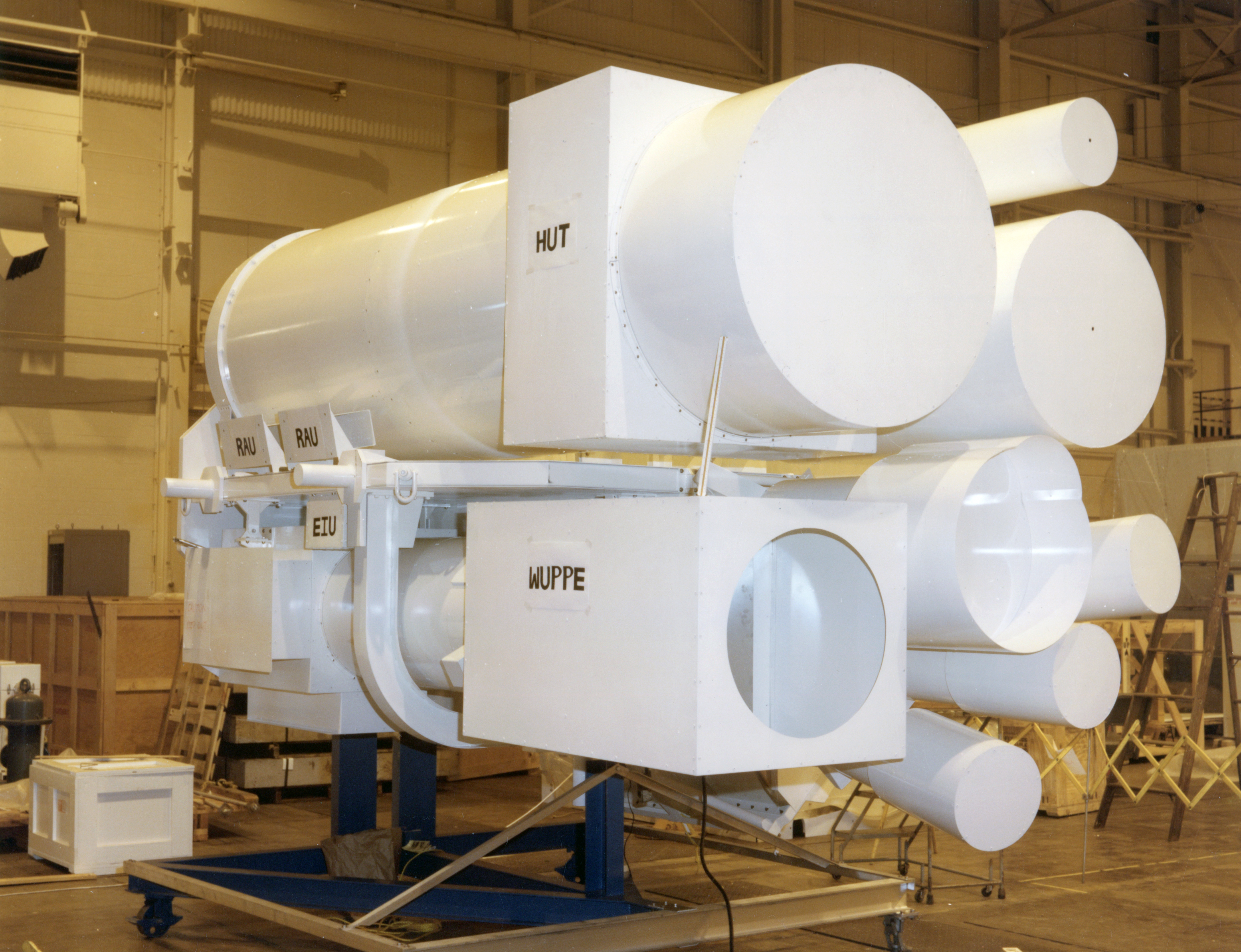
Aufnahme des WUPPE vom NASA-Fotografen C.I. Thornton.

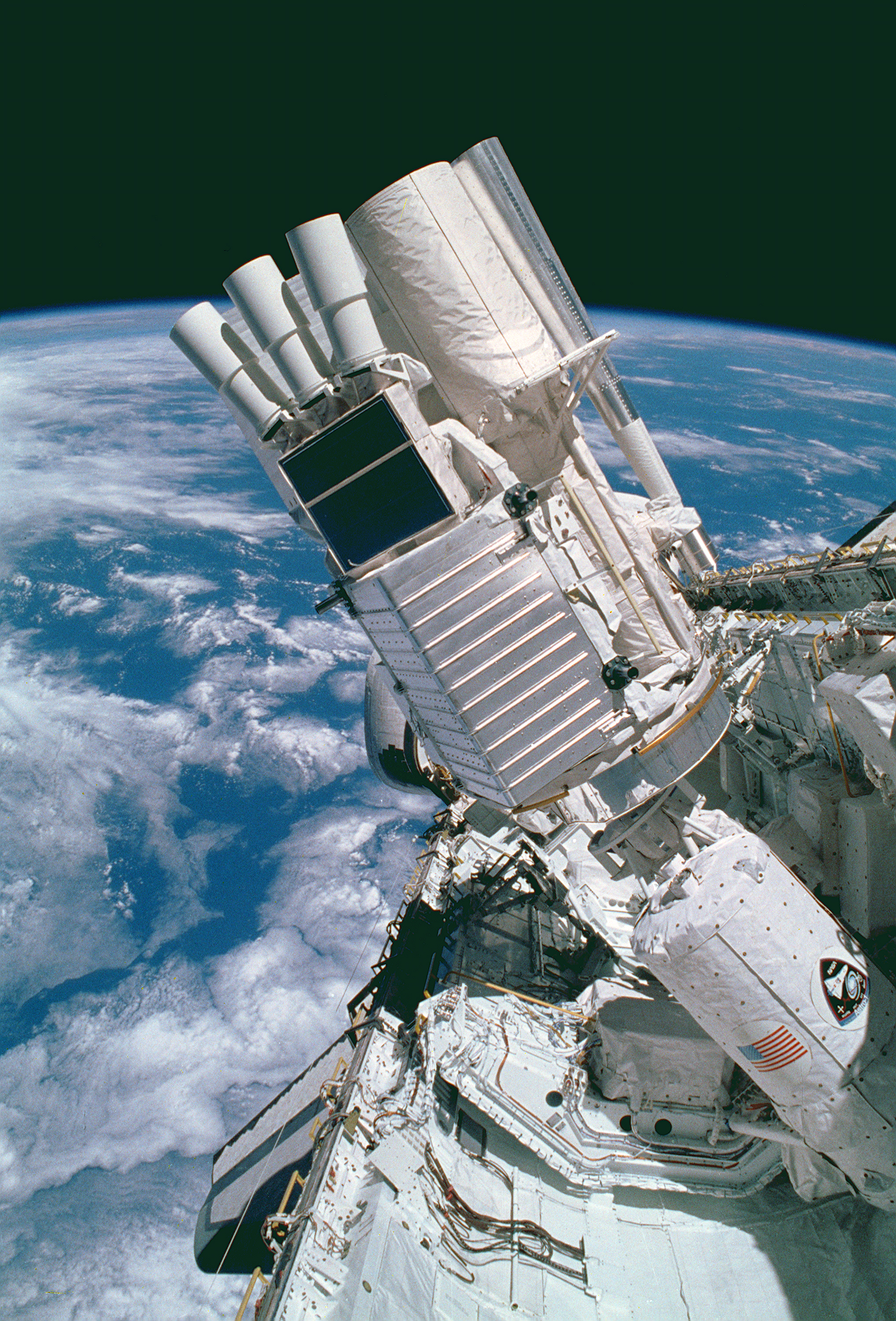
Das Hopkins-Ultraviolett-Teleskop (HUT), das Ultraviolett-Imaging-Teleskop (UIT) und das Wisconsin-Ultraviolett-Photo-Polarimetry-Experiment (WUPPE) im Frachtraum während der Mission STS-35

Das Wisconsin Ultraviolet Photo-Polarimeter Experiment (WUPPE) war ein Weltraumteleskop mit 50 cm Spiegeldurchmesser für Spektroskopie und Polarimetrie im ultravioletten Spektralbereich. Es kam zusammen mit anderen Teleskopen bei den Shuttle-Missionen STS-35 (ASTRO-1 im Dezember 1990) und STS-67 (ASTRO-2 im März 1995) zum Einsatz.
WUPPE wurde an der University of Wisconsin entwickelt und nahm Spektren im Wellenlängenbereich 140 bis 330 nm mit einer Auflösung von 0,6 nm auf, wobei gleichzeitig Polarisationsgrad und -richtung als Funktion der Wellenlänge gemessen wurden.
Während der beiden Missionen wurden insgesamt 260 Datensätze von 186 Himmelsobjekten (hauptsächlich Sterne) gewonnen. Die Messungen von WUPPE ergaben unter anderem neue Erkenntnisse über die Eigenschaften interstellaren Staubs und über die Struktur aktiver galaktischer Kerne.